# Interrogatoire préalable
Ne doit pas être confondu avec Communication préalable.
Dans la procédure civile des pays de common law, ainsi qu'en droit civil québécois, l'interrogatoire préalable (anglais : deposition) permet aux avocats d'une partie d'interroger l'autre partie dans la phase de l'enquête avant le procès afin d'obtenir des renseignements utiles au litige.

## Définition
Dans L'Encylopédie canadienne, le juge Yves-Marie Morissette définit ainsi l'interrogatoire préalable : « Procédure préjudicielle dans le cadre de laquelle une partie à un litige civil interroge oralement une autre partie au litige. L'interrogatoire préalable permet d'abord à la partie interrogeante d'obtenir la divulgation de faits pertinents et de mieux circonscrire les questions en litige afin de se préparer au procès ».

## Droit par pays

### Canada

#### Ontario
En Ontario, les règles relatives à l'interrogatoire préalable sont aux articles 31.01 et suivants des Règles de procédure civile. La règle 31.05.1 des Règles de procédure civile de l'Ontario limite depuis le 1er janvier 2010 les interrogatoires préalables à sept heures par partie, sauf avec le consentement des autres parties ou l'autorisation du tribunal.

#### Québec
Les articles 221-222 du Code de procédure civile du Québec prévoient un interrogatoire préalable à l'instruction,. Il peut porter sur tous les faits pertinents se rapportant au litige et aux éléments de preuve qui les soutiennent; il peut également avoir pour objet la communication d’un document. Il ne peut être fait que s’il a été prévu dans le protocole de l’instance, notamment quant aux conditions, au nombre et à la durée des interrogatoires.

### États-Unis
Dans presque toutes les affaires pendantes devant les tribunaux fédéraux des États-Unis, les interrogatoires préalables sont effectués en vertu de la règle 30 des Règles fédérales de procédure civile (FRCP). Environ 35 États utilisent des versions du FRCP dans leurs tribunaux d'État. D'autres États ont des règles d'enquête préalable qui sont énoncées soit dans des règles de justice, soit dans des lois, et qui varient quelque peu d'un État à l'autre. Selon la règle 30 des FRCP, le nombre d'interrogatoires préalables est limité à dix interrogatoires préalables par partie, l'interrogatoire de chaque partie étant limitée à une seule journée de sept heures maximum (sauf indication contraire dans les règles locales du district).